# 아세토아세틸-CoA
아세토아세틸-CoA(영어: acetoacetyl-CoA) 또는 아세토아세틸 조효소 A(영어: acetoacetyl coenzyme A)는 콜레스테롤 생합성에 필수적인 메발론산 경로에서 β-하이드록시 β-메틸글루타릴-CoA(HMG-CoA)의 전구물질이다. 또한 아세토아세틸-CoA는 간에서의 케톤체 합성 경로에서도 비슷한 역할을 한다. 케톤체의 소화 경로(조직 내)에서 아세토아세틸-CoA는 더 이상 HMG-CoA를 생성물 또는 반응물로 가지는 것과 관련이 없다.
2분자의 아세틸-CoA는 싸이올레이스에 의한 클라이젠 축합 반응으로 아세토아세틸-CoA를 생성하며, 이어서 아세토아세틸-CoA와 아세틸-CoA는 HMG-CoA 생성효소에 의해 HMG-CoA로 전환된다. 류신의 대사 과정에서 마지막 반응은 역반응으로 진행된다.
|  |

## 같이 보기
- 메발론산 경로
- 아세토아세트산
- β-하이드록시뷰티릴-CoA 탈수소효소